# Johan Jacobs
Johan Jacobs (Zurigo, 1º marzo 1997) è un ciclista su strada e ciclocrossista svizzero che corre per il team Groupama-FDJ. Dopo le vittorie giovanili nel ciclocross e il secondo posto alla Parigi-Roubaix Espoirs 2019, è professionista su strada dal 2020.

## Palmarès

### Strada
- 2018 (Pauwels Sauzen-Vastgoedservice, una vittoria)

1ª tappa Tour de la Province de Namur (Couvin > Spy)
- 2019 (Lotto Soudal U23, due vittorie)

3ª tappa Ronde van Vlaams-Brabant (Leefdaal, cronometro)
Classifica generale Ronde van Vlaams-Brabant

#### Altri successi
- 2019 (Lotto Soudal U23)

Classifica a punti Ronde van Vlaams-Brabant
Classifica giovani Ronde van Vlaams-Brabant
2ª tappa Tour de l'Avenir (Eymet > Bergerac, cronosquadre) (con la Nazionale belga)

### Cross
- 2013-2014 (Juniores)

Campionati svizzeri, Prova Junior
Noordzeecross, 8ª prova Superprestige Junior (Middelkerke)
- 2014-2015 (Juniores)

Koppenbergcross, 2ª prova Bpost Bank Trofee Junior (Oudenaarde)
Cyclo-cross de la Citadelle, 2ª prova Coppa del mondo Junior (Namur)
Grote Prijs Sven Nys, 7ª prova Bpost Bank Trofee Junior (Baal)
Krawatencross, 8ª prova Bpost Bank Trofee Junior (Lilla)
Noordzeecross, 8ª prova Superprestige Junior (Middelkerke)
Campionati svizzeri, Prova Junior
- 2016-2017 (Crelan-Vastgoedservice/Balen BC)

Campionati svizzeri, Prova Under-23

## Piazzamenti

### Grandi Giri
- Vuelta a España

2021: ritirato (9ª tappa)

### Classiche monumento
- Milano-Sanremo

2023: 133º
- Giro delle Fiandre

2020: 93º
2021: 78º
2022: 64º
2023: 88º
2024: ritirato
- Parigi-Roubaix

2022: ritirato
2023: 133°
2024: 38°
2025: 21º
- Giro di Lombardia

2022: 105º

### Competizioni mondiali
- Campionati del mondo di ciclocross

Hoogerheide 2014 - Junior: 6º
Tábor 2015 - Junior: 19º
Heusden-Zolder 2016 - Under-23: 16º
Bieles 2017 - Under-23: 16º
Valkenburg 2018 - Under-23: 48º
- Campionati del mondo su strada

Yorkshire 2019 - In linea Under-23: 36º

### Competizioni europee
- Campionati europei di ciclocross

Mladá Boleslav 2013 - Junior: 7º
Lorsch 2014 - Junior: 3º
Huijbergen 2015 - Under-23: 12º
Pontchâteau 2016 - Under-23: 35º
Tábor 2017 - Under-23: 22º
Rosmalen 2018 - Under-23: 35º
Namur 2022 - Elite: 19º
- Campionati europei su strada

Tartu 2015 - In linea Junior: 27º
Alkmaar 2019 - In linea Under-23: 30º
Plouay 2020 - In linea Elite: 59º
Drenthe 2023 - Staffetta mista: 6º
Drenthe 2023 - In linea Elite: 71º